# Botanophila angustisilva
Botanophila angustisilva este o specie de muște din genul Botanophila, familia Anthomyiidae, descrisă de Xue și Yang în anul 2002.
Este endemică în Gansu. Conform Catalogue of Life specia Botanophila angustisilva nu are subspecii cunoscute.